# مسجد جامع هنزا
مسجد جامع هنزا مربوط به سده‌های متاخر دوران‌های تاریخی پس از اسلام است و در شهرستان مهریز، بخش مرکزی، دهستان میانکوه، روستای هنزا واقع شده و این اثر در تاریخ ۲۸ اسفند ۱۳۸۵ با شمارهٔ ثبت ۱۸۷۵۴ به‌عنوان یکی از آثار ملی ایران به ثبت رسیده است.